# Manuel Sulaimán
Manuel Sulaimán (Mexico-Stad, 20 juli 2000) is een Mexicaans autocoureur.

## Autosportcarrière
Sulaimán begon zijn autosportcarrière in het karting in 2011, waarin hij tot 2015 actief bleef. Zijn grootste overwinningen waren het Minimax-kampioenschap van de regio Mexico-Stad in 2011 en het NACAM-Codasur-kampioenschap in 2014. In het winterseizoen van 2016 op 2017 maakte hij de overstap naar de autosport, waarin hij uitkwam in het NACAM Formule 4-kampioenschap voor het team Ram Racing. Hij reed in slechts vijf van de acht raceweekenden, maar behaalde hierin drie podiumplaatsen op het Autódromo Miguel E. Abed, het Autódromo Emerson Fittipaldi en het Autódromo Monterrey. Met 151 punten werd hij zesde in de eindstand.
In 2017 maakte Sulaimán de overstap naar Europa, waar hij debuteerde in het Britse Formule 4-kampioenschap bij het team JHR Developments. Gedurende het seizoen miste hij twee raceweekenden, maar in de seizoensfinale op Brands Hatch behaalde hij zijn eerste podiumfinish in de klasse. Met 43 punten werd hij dertiende in het klassement. In 2018 keerde hij terug in de klasse, waarin hij zijn samenwerking met JHR voortzette. Dit jaar stond hij niet op het podium en was een vierde plaats op het Thruxton Circuit zijn beste resultaat. Desondanks verbeterde hij zijn positie in het kampioenschap naar de negende plaats en scoorde hij 95 punten.
In het winterseizoen van 2018 op 2019 keerde Sulaimán terug naar de NACAM Formule 4, waarin hij opnieuw bij Ram Racing reed. Gedurende het seizoen behaalde hij tien overwinningen en stond hij in vijf andere races op het podium. Met 366 punten werd hij gekroond tot kampioen in de klasse. Vervolgens maakte hij de overstap naar de U.S. F2000, waarin hij debuteerde bij het team DEForce Racing. In zijn debuutrace op het Stratencircuit Saint Petersburg behaalde hij direct een podiumplaats, waar hij in het daaropvolgende weekend op de Indianapolis Motor Speedway een tweede podiumfinish aan toevoegde. Met 211 punten werd hij zesde in het kampioenschap.
In 2020 stapte Sulaimán over naar het Indy Pro 2000 Championship, waarin hij zijn samenwerking met DEForce voortzette. Hij won twee races op de Mid-Ohio Sports Car Course en het New Jersey Motorsports Park en stond in twee andere races op het podium. Met 289 punten eindigde hij op de zesde plaats in het klassement.
In 2021 bleef Sulaimán actief in de Indy Pro 2000, maar stapte hij over naar het team Juncos Racing. Hij won een race op Road America en stond ook op Saint Petersburg en de Lucas Oil Raceway op het podium. Twee raceweekenden voor het eind van het seizoen verliet hij het kampioenschap. Vervolgens maakte hij de overstap naar de Indy Lights, waar hij bij het team HMD Motorsports als vervanger van Nikita Lastochkin optrad.